# Typhloscolex phyllodes
Typhloscolex phyllodes is een borstelworm uit de familie Typhloscolecidae. Het lichaam van de worm bestaat uit een kop, een cilindrisch, gesegmenteerd lichaam en een staartstukje. De kop bestaat uit een prostomium (gedeelte voor de mondopening) en een peristomium (gedeelte rond de mond) en draagt gepaarde aanhangsels (palpen, antennen en cirri).
Typhloscolex phyllodes werd in 1895 voor het eerst wetenschappelijk beschreven door Reibisch.